# 尼濟普
尼濟普是土耳其的城鎮，由加濟安泰普省負責管轄，位於該國南部，距離首府加濟安泰普35公里，海拔高度524米，主要經濟活動有農業和工業，2008年人口93,101。
37°01′N 37°48′E / 37.017°N 37.800°E